# Kenan Karaman
Kenan Karaman (ur. 5 marca 1994 w Stuttgarcie) – turecki piłkarz występujący na pozycji napastnika w reprezentacji Turcji. Uczestnik Mistrzostw Europy 2020.

## Sukcesy

### Klubowe
Hannover 96
- Wicemistrz 2. Bundesligi: 2016/2017